# Shaw Trough
Der Shaw Trough ist ein länglicher Talkessel im ostantarktischen Viktorialand. Er liegt mit west-östlicher Ausrichtung im Norden der als Labyrinth bezeichneten Ebene im Wright Valley.
Das Advisory Committee on Antarctic Names benannte ihn 2004 nach dem kanadischen Geographen John Shaw von der University of Alberta, der sich gemeinsam mit dem neuseeländischen Geowissenschaftler Terry R. Healy (1943/44–2010) von der University of Waikato in den Jahren 1975 bis 1976 vor Ort mit der erdgeschichtlichen Entstehung des Labyrinths beschäftigte.